# Marmaray
Marmaray – tunel kolejowy pod cieśniną Bosfor oraz projekt łączący dwa odrębne systemy kolejowe: w europejskiej i azjatyckiej części Turcji w jedną całość. Tunel został otwarty 29 listopada 2013 roku. Cała trasa ma 76,3 km i łączy Halkali (Europa) z azjatyckim Gebze. Nazwa Marmaray (Marmara Rail) pochodzi od połączenia nazwy Morza Marmara z tureckim słowem ray (kolej). Początkowo planowano uruchomienie linii pasażerskiej w 2015 roku, lecz zrezygnowano z niej w 2014 roku, a ostatecznie otwarto w roku 2019.
Oprócz budowy tunelu przebudowano też około 60 kilometrów istniejących podmiejskich linii kolejowych w celu stworzenia trasy o wysokiej przepustowości.
Na całej trasie (włącznie z częścią podziemną) ma obowiązywać prędkość maksymalna pociągów 100 km/h, a długość peronów wynosić 225 m. Cała inwestycja kosztowała około 2,5 miliarda euro.

## Stan obecny
Obecnie w granicach miasta znajduje się jedna dwutorowa linia kończąca się dworcami czołowymi przed cieśniną Bosfor. Po stronie europejskiej jest to dworzec Sirkeci (Marmaray Sikreci Istasyonu), a po azjatyckiej stacja Üsküdar (Marmaray Üsküdar Istasyonu). Aktualnie pokonanie cieśniny zajmuje w czasie szczytu godzinę, podczas gdy tunelem kolejowym trwałoby około 10–20 minut.

## Historia
Wraz z budową pierwszej linii kolejowej w Stambule, bardzo szybko zaczęto rozważać możliwość połączenia obu kontynentów. Pierwszy pomysł budowy tunelu padł już w 1860 roku, jednak ówczesny stan wiedzy technicznej utrudniał taką budowę, rozważano technicznie łatwiejszy „tunel pływający” – tunel posadowiony na palach. Nigdy jednak nie doszło do zrealizowania tej koncepcji.
W 1909 roku przedstawiono kolejny projekt, zakładający budowę tunelu na dnie cieśniny, jednak i ten pomysł nie doczekał się realizacji. Od tamtej pory wielokrotnie dyskutowano o budowie połączenia, jednak bez wymiernych rezultatów.
Przełom nastał dopiero w 1980 roku, kiedy to podjęto ostateczną decyzję o budowie tunelu. Siedem lat później opracowano studium wykonalności inwestycji. Badania wykazały ekonomiczną zasadność budowy połączenia, jednak do budowy tunelu było jeszcze daleko, w 1998 przeprowadzono kolejne studium wykonalności tunelu, które ponownie uzasadniało budowę.
W 1999 roku zawarto porozumienie z Japońskim Bankiem Współpracy Gospodarczej, który zagwarantował udzielenie kredytu w wysokości 35 procent środków potrzebnych na realizację tego połączenia. Jednak pieniędzy było wciąż za mało na sfinansowanie inwestycji, przeprowadzono więc rozmowy z Europejskim Bankiem Inwestycyjnym, który zgodził się na udzielenie kredytu na brakującą część sumy. Dzięki temu udało się przystąpić do budowy.
Prace budowlane nad projektem ruszyły w maju 2004 roku, natomiast ich zakończenie było przewidywane na 2012 rok. Jednak z powodu prac archeologicznych zakończenie inwestycji przesunięto na październik 2013. Odkryto tu między innymi łódź z epoki bizantyńskiej oraz wiele innych znalezisk, m.in. pochodzących z VI wieku p.n.e.

## Przebieg trasy

Mapa trasy z zaznaczonym linią przerywaną tunelem

Początkowa część trasy z Halkali do stacji Koca Mustafa Pasa będzie prowadzona dotychczasowym śladem z dodaniem trzeciego toru, którym będą kursowały pociągi dalekobieżne i towarowe. Następnym przystankiem będzie podziemna stacja Yenikapi, która wykonana została metodą odkrywkową.
Za stacją nastąpi rozwidlenie szlaków, gdzie pociągi dalekobieżne pojadą obecnymi torami do stacji końcowej Sirkeci, a pociągi udające się na drugą stronę cieśniny wjadą w dwutorowy tunel.
Za tą stacją linia kolejowa pobiegnie jeszcze głębiej, by móc dotrzeć do najgłębszego miejsca cieśniny Bosfor.
Pociąg pokonuje cieśninę tunelem o długości 1,4 km położonym na jej dnie.
Dalej, już po azjatyckiej stronie, niewiele w głąb lądu znajduje się pierwsza stacja Üsküdar (dość daleko od obecnego terminala końcowego Haydarpaşa).
Na stary ślad trasa wjeżdża ponownie przed drugą stacją po stronie azjatyckiej – Söğütlüçeşme, przed którą tunel kończy się w postaci rampy wyjazdowej. Odtąd trasa podąża już istniejącym śladem dwutorowej linii.

## Konstrukcja tunelu
Długość tunelu pod Bosforem wynosi 1,4 km. Składa się z 11 betonowych sekcji zanurzonych pod wodą, o wadze dochodzącej do 18000 ton. Trasa znajduje się 56 metrów poniżej poziomu morza.
Budowę poszczególnych odcinków tunelu przeprowadzano na lądzie. Końce każdej sekcji były zaślepiane po czym sekcje spuszczano pod wodę. Równocześnie w dnie morskim wykonywano wykop, usuwając szlam i inne nierówności. Nad tak przygotowaną powierzchnię nasuwano sekcję tunelu, którą następnie zalewano, by osadzić ją na dnie.
Po osadzeniu do pracy przystępowali spawacze, którzy spawali pod wodą poszczególne sekcje tunelu, po czym następowało wypompowanie wody i wycięcie ścian grodziowych. Poza obszarem cieśniny tunel wykonywany był tradycyjną metodą, za pomocą maszyny drążącej.